# NGC 2610
NGC 2610 је планетарна маглина у сазвежђу Хидра која се налази на NGC листи објеката дубоког неба.
Деклинација објекта је - 16° 8' 55" а ректасцензија 8h 33m 23,4s. Привидна величина (магнитуда) објекта NGC 2610 износи 12,7 а фотографска магнитуда 13,6. NGC 2610 је још познат и под ознакама PK 239+13.1, CS=15.5.